# Histoire des émotions
 (décembre 2023).
La mise en forme du texte ne suit pas les recommandations de Wikipédia : il faut le « wikifier ».
Les points d'amélioration suivants sont les cas les plus fréquents :
- Les titres sont pré-formatés par le logiciel. Ils ne sont ni en capitales, ni en gras.
- Le texte ne doit pas être écrit en capitales (les noms de famille non plus), ni en gras, ni en italique, ni en « petit »…
- Le gras n'est utilisé que pour surligner le titre de l'article dans l'introduction, une seule fois.
- L'italique est rarement utilisé : mots en langue étrangère, titres d'œuvres, noms de bateaux, etc.
- Les citations ne sont pas en italique mais en corps de texte normal. Elles sont entourées par des guillemets français : « et ».
- Les listes à puces sont à éviter, des paragraphes rédigés étant largement préférés. Les tableaux sont à réserver à la présentation de données structurées (résultats, etc.).
- Les appels de note de bas de page (petits chiffres en exposant, introduits par l'outil «  Source ») sont à placer entre la fin de phrase et le point final[comme ça].
- Les liens internes (vers d'autres articles de Wikipédia) sont à choisir avec parcimonie. Créez des liens vers des articles approfondissant le sujet. Les termes génériques sans rapport avec le sujet sont à éviter, ainsi que les répétitions de liens vers un même terme.
- Les liens externes sont à placer uniquement dans une section « Liens externes », à la fin de l'article. Ces liens sont à choisir avec parcimonie suivant les règles définies. Si un lien sert de source à l'article, son insertion dans le texte est à faire par les notes de bas de page.
- La présentation des références doit suivre les conventions bibliographiques. Il est recommandé d'utiliser les modèles {{Ouvrage}}, {{Chapitre}}, {{Article}}, {{Lien web}} et/ou {{Bibliographie}}. Le mode d'édition visuel peut mettre en forme automatiquement les références.
- Insérer une infobox (cadre d'informations à droite) n'est pas obligatoire pour parachever la mise en page.

Pour une aide détaillée, merci de consulter Aide:Wikification.
Si vous pensez que ces points ont été résolus, vous pouvez retirer ce bandeau et améliorer la mise en forme d'un autre article.
L'histoire des émotions est un courant historiographique développé ces dernières années dans la recherche historique anglo-saxonne, allemande et française. Ce courant connaît une lente ascension durant tout le XXe siècle mais prend véritablement son envol au début des années 2000. Aujourd'hui, l'histoire des émotions est un courant en vogue auprès des chercheurs.
Découlant des recherches menées en France au début du XXe siècle, par Lucien Febvre, fondateur de l’École des annales. L'histoire des émotions se définit comme l'étude des attitudes, des conduites et des comportements à un moment donné, dans l'espace et dans le temps. Elle comprend également la manière dont les institutions encouragent ces comportements dans les relations avec les membres de la société ou d'un groupe.
Similaire à la sociologie des émotions et à l'anthropologie des émotions, l'histoire des émotions part du principe que les sentiments et leurs expressions ne sont pas acquis et nécessitent un apprentissage. La culture et l'histoire évoluent, et c'est également le cas des sentiments et de leur expression. La pertinence et la puissance sociale des émotions sont variables historiquement et culturellement. Selon de nombreux historiens, les émotions représentent une catégorie de l'histoire aussi fondamentale que les classes, les races ou le genre.

## Qu'est-ce qu'une émotion?
Une émotion est une réaction psychologique et physique provoquée par une situation déterminée. Il faut cependant distinguer l'émotion historique de l'émotion psychologique. Si cette dernière porte sur une structure cognitive et biologiquement universelle, l'émotion historique est le fruit de l'apprentissage de l'expression des sentiments dans une communauté selon ses normes culturelles.
Aristote pense que les émotions sont une construction sociale, se modulant en fonction de la position de la personne dans la communauté, de ses convictions et de la structure générale de la société. Marc Aurèle était du même avis que lui. Certains savants ont considéré les émotions comme fixes, ne se modifiant pas par rapport à la société et étant communes à tout un chacun : c'est ce qu'on appelle l'invariant émotionnel. Parmi les penseurs, Charles Darwin avance que les émotions sont héréditaires ou innées. Aujourd'hui, les historiens s'entendent pour affirmer que les émotions ne sont nullement innées : elles sont structurées et façonnées par la société dans laquelle les individus évoluent. Les sentiments sont, au même titre que les mœurs, inculqués durant l'enfance. Les émotions sont donc liées aux normes, et il est impératif, lorsqu'on étudie une émotion, d'examiner l'époque dans laquelle l'individu l'ayant ressentie évolue , mais également sa position sociale, son genre, ses sensibilités.
L'histoire des émotions travaille sur différents champs liés aux émotions : le répertoire des émotions, les manières dont elles sont exprimées, le concept même d'émotion, ses significations dans la société, les conséquences de ces émotions dans la société et l'analyse des genres de production d'émotions (art, religion, musique...).

## Histoire du courant
Déjà durant l'Antiquité, on parlait d'émotions. Hérodote dans ses narrations de l'histoire se servait des émotions afin d'expliquer les motivations des personnages qu'il mettait en scène. Ainsi, le terme « émotion » recouvre, pour eux, des réalités différentes. Thucydide énonce que les émotions sont « ce qui donne de l'impulsion à l'action humaine ». On explique l'histoire par l'émotion. Polybe affirme que les sentiments et les émotions ont des conséquences nombreuses, mais qu'elles sont parfois difficiles à analyser. Les historiens romains, souvent liés aux hommes puissants de leur époque, voient les émotions comme collectives, liées aux enjeux de grands acteurs. Pour l'historien allemand Karl Lamprecht, contemporain de Lucien Febvre, les émotions entrent également dans le champ de recherche des historiens. Pour ce faire, il faut croiser la recherche historique avec d'autres disciplines comme la psychologie ou l'anthropologie.

### Émergence au XXe siècle

#### Les premières études autour des émotions.
Les émotions sont réellement travaillées dès le début du XXe siècle, dans des disciplines autres que l'histoire. Citons notamment la sociologie et la psychologie. Ces premières disciplines s'intéresseront, dès le début des années 1920, à l'émotivité de l'individu, ainsi que celle derrière le groupe social. Les émotions étudiées sont principalement des émotions ayant une connotation négative, comme la haine, la peur, ... Selon Jan Plamper, dans son « introduction à l'histoire des émotions », ces études révèlent le spectre du fascisme qui inquiète et/ou intrigue les chercheurs.

#### L'école des Annales

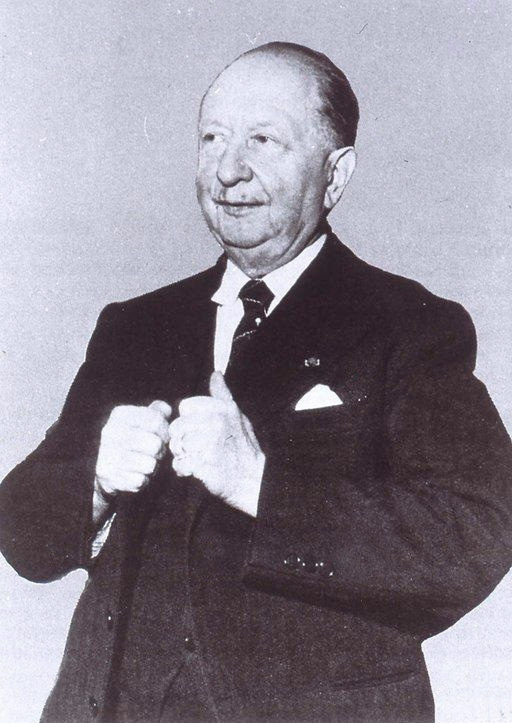
L'historien français Lucien Febvre est considéré comme un précurseur de l'histoire des émotions.

Au cours du siècle dernier, l'histoire des émotions est devenu un domaine de la recherche historique de plus en plus productif et étudié. Le champ de recherche converge méthodologiquement vers de nouvelles approches historiographiques telles que l'histoire conceptuelle, le constructivisme historique et l'histoire du corps.
Depuis l'école des Annales, l'attrait pour ce pan de la recherche historique n'a fait que croître. Le point de départ de l’histoire des émotions, tel que souvent présenté, est la participation de Lucien Febvre au colloque inter-disciplinaire « Sensibilty in Man and Nature », dirigée par Henri Berr, en 1938. Dans son intervention, qu’il corrigera et publiera dans la revue des Annales en 1941, Febvre invite les historiens à mettre les émotions au centre de leur travail. Selon lui, elles sont alors déjà présentes, mais de manière imprécise et anachronique.
C’est également à cette époque que Johan Huizinga rédige des ouvrages d’histoire médiévale offrant une place importante à l'étude des émotions, comme dans l’ouvrage L’Automne du Moyen Âge. Il observe dans l’humanisme et dans la période moderne, un contrôle plus grand des émotions, comparé aux émotions retrouvées chez les acteurs des XIVe et XVe siècles, au Moyen Âge, qu'il nomme hypersensibilité. Au même moment, le sociologue Norbert Elias, dont les travaux ne seront redécouverts que dans les années 1970, met au point son concept de civilisation des mœurs, qui marquera durablement les historiens des émotions. À partir des années 1970, les émotions sont abordées par les historiens et les anthropologues selon la vision de Norbert Elias : « la société, à travers un processus civilisateur, va sublimer ou supprimer l’expression des émotions ». On ne réfléchit pas sur les émotions en tant que telles, sur leur forme ou leur nature, mais sur la quantité qui est exprimée.

### La nouvelle historiographie à la fin duXXesiècle
La nouvelle historiographie est intimement liée à l'anthropologie culturelle à laquelle elle emprunte de nombreux concepts. En particulier, celui de constructivisme social. On y voit les émotions comme le produit de normes intégrées et de constructions sociales.A cela s'ajoute le concept d'ethnocentrisme. Les historiens des émotions se doivent d'éviter cet écart qui est d'appliquer à une autre société son propre prisme culturel en l'étudiant. Pour faire de l'histoire des émotions, il est essentiel d'éviter de généraliser les émotions et l'expression des sentiments, ceux-ci étant vécus différemment selon l'endroit, l'époque et l'éducation.
Cependant, cet attrait de l’histoire pour l’anthropologie n’a pas toujours été évident. Les historiens ont souvent été tentés de travailler avec la vision des émotions des neurosciences et de la psychologie. L’étude des émotions a longtemps été unique à la psychologie. Les chercheurs du XIXe siècle voyaient en elle un aspect universel, propre à la nature animale de l’homme. Durant le XXe siècle, les émotions sont placées, dans ce clivage nature/culture, du côté naturel. Dès lors, elles sont anhistoriques puisqu' universellement partagées entre les aires géographiques et chronologiques. Cependant, cette vision va évoluer.
Dans les années 1980, plusieurs ouvrages d’anthropologie adoptent une vision constructiviste des émotions, observant des différences dans celles-ci au sein des cultures, bouleversant donc cette vision universelle des émotions. L’attitude des historiens vis-à-vis des émotions commence à changer au début des années 1990 (parallèlement à des changements similaires en psychologie et en anthropologie), les émotions et leurs expressions, comme le rire ou les pleurs, sont intégrées dans des logiques culturelles. On voit également apparaitre de  nombreux concepts relatifs à l'histoire des émotions. Peter et Carole Stearns développent le concept « d'émotionologie » dans les années 1980. Plus tard, l'américaine Barbara Rosenwein propose l'idée qu'il existe des communautés émotionnelles. Enfin, parmi les concepts apparus à la fin du siècle, les « régimes émotionnels ». L'idée développée par William M. Reddy vers la fin des années 1990. Nous ne sommes qu’au début d’une lente émergence de la thématique. C’est au début des années 2000 que la recherche sur les émotions explose et est vraiment mise sur le devant de la scène académique.

### L'Histoire des émotions auXXIesiècle
L’Histoire des émotions est devenue un champ florissant ces dernières années, et ce pour plusieurs raisons. Depuis 2008, des initiatives et institutions ont été créés, qui ont produit et promu de nombreuses conférences et publications sur le sujet. De nouvelles revues ont émergé, tandis que les anciennes ont commencé à publier des numéros spéciaux sur le sujet. Certains médias se sont montrés très intéressés par l'étude des émotions, ce qui n’est pas souvent le cas dans les autres domaines historiographiques.
Cet élan d’intérêt semble motivé par les sociétés concernées par les cultures occidentales contemporaines qui, souvent par le truchement d'algorithmes, sont désormais intensément plongées dans les émotions, à tous les niveaux (amoureux, amicaux familiaux ; économiques et socio-politiques ; culturels avec la littérature, le cinéma, les séries ; la publicité omniprésente, les stratégies d'influence des réseaux sociaux et de leurs algorithmes d'intelligence artificielle, etc.), une situation qui engendre pour tous et chacun un flux continu de références émotionnelles. L’intérêt du grand public pour les émotions et l’histoire académique des émotions interagissent et s’informent l’un l’autre. L’histoire joue ici un rôle d’observateur critique et d’interprétateur, analysant la logique et la sémantique politique d’ici et maintenant.
Selon Nagy Piroska, cette obsession pour les émotions résulte de plusieurs tendances récentes comme l’engouement du « je » et de l’identité (années 1970-1980), le système néo-libéral basé sur « l’optimisation de soi » dans lequel les émotions deviennent source de motivation, ou encore la vague récente de globalisation qui a accompagné et popularisé les médias digitaux et a encouragé la recherche d’universaux humains. Les émotions sont de plus en plus vues comme donnant de précieux conseils et non plus comme des instigateurs de chaos. Désormais, il est donc perçu comme impératif de les comprendre.

### Le cas des IA émotionnellement réactives qui émergent dans les années 2020
Dans la revue Nature, en juillet 2025, le neuroscientifique Ziv Ben-Zion alerte sur les dangers potentiels des échanges avec un chatbot ou tout agent conversationnel dotés de réponses émotionnelles réalistes (ex. : Replika, qui propose des avatars avec appels vidéo bidirectionnels et interactions enrichies, ou Character.ai) 
qui simulent de mieux en mieux des interactions humaines via des modèles de langage entraînés sur des données émotionnelles. Selon lui, ces intelligences artificielles génératives peuvent induire des réactions physiologiques et psychologiques chez les utilisateurs, même quand ceux-ci savent qu'ils ont affaire à une IA et qu'elle n'est pas humaine. En particulier, en 2025, selon des tests psychométriques adaptés aux humains, ces IA peuvent présenter des signes d'« anxiété simulée » quand elles sont exposées à des récits traumatiques. Des utilisateurs vulnérables (dépressifs, anxieux ou présentant des troubles de la personnalité) peuvent facilement développer une dépendance émotionnelle vis à vis de l'IA compagnon ou développer des comportements à risque comme l'ont montré plusieurs cas extrêmes de suicide après des échanges prolongés avec un chatbot, ou d'attachement romantique. L’auteur appelle à la mise en place de « garde-fous obligatoires » rappelant à l'utilisateur que l'IA n’est pas humaine ni thérapeute, détectant automatique des signes de détresse émotionnelle chez l’utilisateur, interdisant de simuler des relations intimes ou de renforcer des pensées nuisibles, imposant une supervision éthique par des spécialistes des interactions homme–machine, afin de prévenir de possibles dérives sociopsychologiques individuelles et collectives plus graves.

## Faire de l'histoire des émotions

### Méthodologies et sources pour l'histoire des émotions
Différentes approches méthodologiques ont été abordées ces dernières années dans l'histoire des émotions. Certains historiens ont limité leurs recherches à une analyse historique des normes et règles en matière d'émotions à une époque donnée. D'autres ont élargi leur angle d'approche en incluant différents concepts tels que la communauté émotionnelle et le régime émotionnel. Lorsqu'on étudie l'histoire des émotions, il est impératif d'agrémenter la recherche avec d'autres disciplines des sciences sociales telles que la psychologie et l'anthropologie.
On pourrait croire que l'histoire des émotions se pratique en utilisant exclusivement des sources où les gens abordent eux-mêmes leurs émotions (journaux intimes, autobiographies, mémoires, éventuellement plus récemment des e-mails ou conversations téléphoniques, etc.). Il s’agit de sources qui ne sont, dans la plupart des cas, pas destinées à être publiées puisqu'elles relèvent du domaine de l’intime. Ces sources ne sont pas présentes à toutes les époques, et se baser uniquement dessus rend l’histoire des émotions impossible à certaines périodes. Il est donc nécessaire d’aborder ce champ historiographique avec un corpus plus large.
Les sources peuvent, et doivent être plus variées. Ce domaine de la recherche peut également être approfondi avec l'archéologie, l'épigraphie, la littérature grecque et latine (notamment le théâtre), les sources diplomatiques, les chroniques, les traités religieux et de bienséance... Presque tous les types de sources peuvent aider les historiens à mieux comprendre les émotions et leur évolution au fil du temps,. Cependant, cela demande à être décodé et contextualisé afin de saisir la symbolique des mots employés, des pratiques décrites, etc. Les émotions évoluent selon les périodes: la peur au Moyen Âge n’est plus du tout la même que celle vécue par les individus et les groupes au XXe siècle. A travers chaque source peut se trouver une émotion, mais celle-ci demande une critique historique et de surcroît une rigueur dans son interprétation. Cela implique de connaître la signification et l'expression des « émotions » historiques et des mots décrits comme étant une émotion, la dynamique sociale de leur expression, et les causes et effets, y compris au niveau environnemental, culturel, etc.
Toutefois, les sources principales, pour l’histoire des émotions, sont le texte et l’iconographie. Il est déterminant d’en comprendre les limites, le fonctionnement, la forme, la recherche ou la fuite car elles offrent à l’historien une altérité radicale de la culture étudiée. Il doit vraiment se plonger dedans et être curieux de découvrir celle-ci sous tous ses aspects. Cela nous aide à comprendre le monde émotionnel d'une culture lointaine dans le temps et l'espace, dont il ne reste que des mots et des noms comme le rappelle Umberto Eco.
Il ne faut évidemment pas restreindre l’expression des émotions à ces seules sources ; ce qui se résumerait à une expression linguistique en oubliant totalement l’expression corporelle. Or, ces deux concepts sont intimement liés. En effet, l’histoire des émotions s’intéresse également aux manifestations corporelles et au langage, normes culturelles intériorisées. Par exemple, on peut aussi pleurer dans des situations ritualisées, ou dans une profonde communion avec le divin dans le christianisme médiéval. Ainsi, tout le travail de l’historien commence par cette hypothèse, selon laquelle les émotions historiques peuvent être retracées entre les mots et les signes corporels, les mots et le silence, ainsi que les manières dont les mots et les expressions sont utilisés.
Pour décrypter les émotions dans les sources, l’historien utilise les outils conceptuels développés ci-dessus : communautés et régimes émotionnels, émotions hydrauliques, émotionologie, etc. Mais il peut aussi compter sur des méthodes d’analyse développées par d’autres. Citons, par exemple, la méthode des scripts, transposée de la psychologie à l’histoire par Robert Kaster. Celle-ci consiste à analyser non pas une source unique mais des séquences d’interaction longues et codifiées afin de comprendre les normes émotionnelles qui les régissent.
Jan Pampler déclare qu'il existe un vocabulaire émotionnel spécifique dans les sources. Walter Andrews affirme, quant à lui, que les émotions ne transparaissent pas uniquement dans un type de vocabulaire, mais également dans des cérémonies, dans la musique, dans l'art.

### Concepts

#### Communauté émotionnelle
Dans plusieurs de ses ouvrages, Barbara Rosenwein utilise le terme de communauté émotionnelle. Ce concept nouveau représente, selon elle, un aspect des communautés sociales inhérent à chaque groupe d'individus, peu importe sa taille. Il s'agit de la façon qu'ont ces communautés d'appréhender les émotions et de les intégrer à leur société. À l'instar des communautés sociales, il peut y avoir plusieurs communautés émotionnelles dans une société et celles-ci peuvent se chevaucher, se comprendre et se confondre les unes dans les autres. Ces communautés ont chacune des façons d’appréhender, d’exprimer et de transmettre les émotions. Rosenwein propose ce concept comme un outil pour faire l'histoire des émotions. Ce concept semble faire écho à celui de Gemeinde de l'historien Max Weber ou aux concepts anthropologiques de Marcel Mauss. De fait, selon Rosenwein, l'histoire des émotions est intimement liée à celle de l'anthropologie culturelle. Cependant, la communauté émotionnelle n'est pas un concept hérité de ces anthropologues et sociologues, pas plus qu'il ne s'apparente au concept de régime émotionnel de William Reddy. Ces deux-là se confondent pourtant aisément. Notons aussi que, de par l’aspect flexible et changeant de ces communautés, leurs frontières sont assez poreuses. Pour Jan Plamper, cette flexibilité trop grande a comme conséquence que les communautés émotionnelles de Rosenwein ne donnent pas un support assez solide pour permettre une approche utile des émotions.

#### Émotionologie
Ce concept est développé par Peter et Carole Stearns, dans les années 1980. Ils partent de la socialisation véhiculée dans les groupes sociaux. On distingue alors deux choses, la façon dont les individus se sentent réellement face à un évènement, et le standard émotionnel attendu par le groupe social auquel ils appartiennent. Peter et Carole Stearns décrivent ce concept comme les « normes qu’une société ou un groupe définissable de la société maintiennent face aux émotions basiques et leur expression appropriée, et les manières dont les institutions reflètent ou encouragent ces attitudes dans le comportement humain ».

#### Émotions hydrauliques
Cette approche dans l’histoire des émotions s'inspire de la théorie selon laquelle une pensée traditionnelle considère les émotions comme des énergies poussant à leur libération, c’est ce que l’on appelle la théorie des émotions hydrauliques. Le corps humain est vu comme le réceptacle des émotions, et celles-ci peuvent « bouillir » ou « déborder ». C’est dans ces moments que les émotions sont exprimées. Ces recherches sont très influencées par la thèse du processus de civilisation de Norbert Elias. Il est le chef de file de ce paradigme en histoire, davantage marqué par sa formation comme sociologue plutôt que comme historien. Il a publié un livre majeur « Über den Prozess der Zivilisation » à la fin des années 1930. Elias a séparé le Moyen Âge de l'époque moderne en se basant sur la retenue émotionnelle. Déclarant que les émotions, les impulsions et les comportements étaient très intimement liés, Elias considérait le Moyen Âge comme la période avant la maîtrise de ces facteurs par l'individu. Selon cette théorie, on voit notre capacité à empêcher nos émotions de déborder s’accroitre au fil de l’Histoire.
Dans les années 1960, ce paradigme a commencé à être moins populaire au sein de la communauté scientifique de par la montée en puissance de la théorie cognitive de l’étiologie des émotions, théorie principale à l’heure actuelle.

#### Régime émotionnel
Le concept de régime émotionnel est introduit dans la fin des années 1990 par Wiilliam Reddy. Il s'agit d'un concept d'opposition binaire où le régime émotionnel fait face au régime dominant.  Celui-ci a étudié la période de la Révolution française et l’évolution du sentimentalisme durant cette période. Il observe certaines différences entre les régimes avant, pendant et après la Révolution. Dès lors, il postule que les émotions sont liées au régime politique et que les groupes dominants d’une société ont un contrôle sur les émotions à montrer et à exprimer. De la même manière que les régimes politiques changent, les régimes émotionnels varient avec les crises. W. Reddy s'appuie sur le concept d'émotif, c'est-à-dire la capacité à transformer un état émotionnel en sentiment par l'expression des émotions. Il considère, pour sa part, les émotions comme un tout.

#### La théorie des «affects»
Les affects sont l’expression corporelle des émotions. Selon cette théorie, les différentes expressions des émotions font partie intégrante d’une émotion, et celles-ci existent car nous les exprimons. Par exemple, c’est le fait de pleurer, par réflexe instinctif, qui rend triste, et non l’inverse. Les affects ont donc un rôle fondamental dans le processus émotionnel. C’est une vision très naturaliste des émotions (qui sont gérées par les glandes et le système endocrinien) qui entraine des tensions entre les disciplines. C’est une théorie surtout utilisée par les psychologues tandis les approches plus culturelles des émotions, notamment des anthropologues, la rejettent.

### Travail dans une histoire générale
L’histoire des émotions appartient définitivement à l’histoire générale. Il n’y a pas de simple définition de ce qu’est une émotion. Travailler sur les émotions signifie répondre à des questions qui diffèrent en fonction des périodes, des documents ou des problèmes historiques adressés. Elles concernent les conditions, les mouvements corporels et cognitifs impliqués, les images et concepts utilisés pour les exprimer, et l’agencement social des émotions représentées, décrites ou proscrites. La place de l’histoire des émotions se situe donc dans le champ de l’histoire culturelle ce qui n’exclut pas les possibilités d’exploration et de créativité interdisciplinaire, alimentées par l’anthropologie, la linguistique, la sociologie ainsi que la psychologie sociale.
Susan Matt dans son ouvrage, Doing Emotion History, met également en garde les chercheurs quant au piège des émotions durant l'Antiquité. Nombreux chercheurs s'appuient sur les récits d'Aristote, Platon ou encore Cicéron, pour en apprendre plus sur le monde antique. Cependant, pour ce qui est des émotions, celles qui sont reprises dans ces ouvrages sont généralement des émotions attendues, des quêtes d'idéal émotionnel. Mais, il nous est impossible de savoir si toutes ces émotions étaient partagées par les sociétés à l'époque. Pour ne pas tomber dans ce piège, Susan Matt préconise de toujours travailler avec un contexte clair, dans lequel s'inscrit le travail, afin de comprendre au mieux les mentalités dans lesquelles ces émotions vont s'inscrire. Ainsi, toutes études des émotions d'une société à un moment donné nécessite une connaissance rigoureuse du contexte social de l'époque. Matt insiste également sur la connaissance de la structure de la société dans une époque donnée. Il est primordial d'avoir une vision globale sur le spectre des classes sociales, afin de comprendre comment sont ressenties les émotions, et quels sont les attendus émotionnels de ces classes. Il est donc impératif de contextualiser les émotions.

#### Les limites du courant
Les limites de l'histoire par les émotions ont très vite été ciblées par Lucien Febvre. Celui-ci affirmera : « Toute tentative de reconstituer la vie émotionnelle d'une période donnée est une tâche qui est à la fois extrêmement attrayante et difficile à réaliser ». Pour Febvre, il y a des pièges dans lesquels il ne faut pas tomber. Parmi ces pièges, celui de penser que les émotions sont similaires entre les sociétés dans le temps. En réalité, ces sociétés ne partagent pas les mêmes émotions dans l'espace et dans le temps, elles sont propres à un groupe social et culturel donné, à un moment donné de son histoire. Un autre piège, énoncé par Susan Matt, est qu'il est difficile de connaitre les conventions émotionnelles partagées entre les sociétés. Il est encore plus difficile, toujours selon Matt, de savoir dans quelle mesure ces conventions étaient respectées.
L'histoire des émotions s'applique à un champ très large dont les limites sont parfois floues. Le terme émotion en lui-même n'a pas la même signification pour tous les historiens. Il est dès lors légitime que des tensions épistémologiques soient apparues. Au sein de la communauté des historiens des émotions, on retrouve deux approches. La première consiste à considérer les émotions comme biologiquement innées, semblables pour tout un chacun et ayant un caractère anti-historique, il s’agit de la vision des psychologues et des neuroscientifiques. La seconde approche analyse les émotions comme inhérentes à la culture et à l'apprentissage de l'expression des émotions qui en découle, c’est le point de vue des anthropologues. Bien que l’aspect anthropologique soit de nos jours privilégié par plusieurs auteurs, étant donné que la vision universaliste des psychologues rende les émotions anti-historiques, la tension subsiste toujours entre ces deux pôles. Une tension épistémologique est également présente entre le dit et l'éprouvé. Ces deux aspects des émotions sont en fait liés. Le langage peut aussi bien servir à limiter qu'à exacerber les sentiments, tandis que le corps ne transmet pas toujours les émotions comme prévu (ex: les larmes de joie). Il faut cependant faire attention entre ce qui est écrit et ce qui est réellement vécu. En effet, une émotion écrite laisse une marge d'interprétation à l'historien, et il ne faut donc pas tomber dans ce piège de l'écrit.
Enfin, il existe deux écoles d'historiens des émotions. L'une préfère considérer les émotions comme directement liées à une communauté, à un collectif large, tandis que l'autre école pense que le vécu des émotions et leurs expressions sont profondément personnelles, et propres à chaque individu.